# 14449 Myogizinzya
14449 Myogizinzya è un asteroide della fascia principale. Scoperto nel 1992, presenta un'orbita caratterizzata da un semiasse maggiore pari a 2,2909982 UA e da un'eccentricità di 0,2012435, inclinata di 4,90295° rispetto all'eclittica.